# 民の安寧が至高の法であらねばならない

「Salus populi suprema lex esto」と記されたアメリカ合衆国ミズーリ州の紋章。

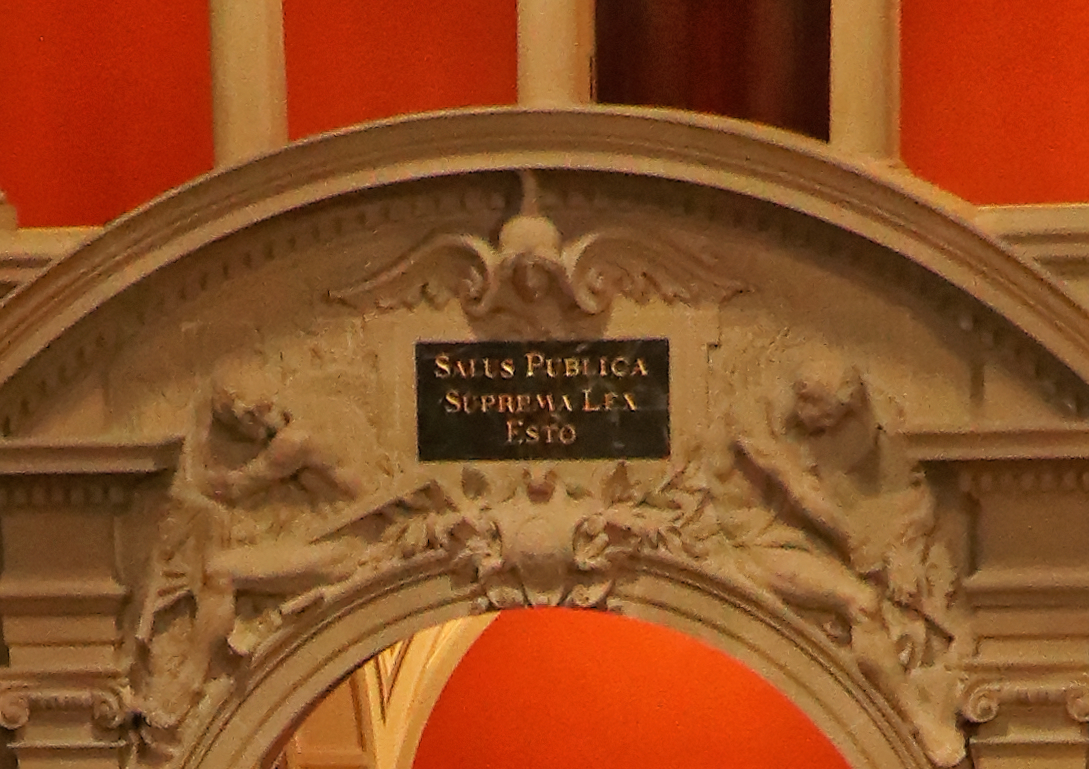
スイス連邦院内に掲げられた「Salus publica suprema lex esto」。

「民の安寧が至高の法であらねばならない」（たみのあんねいがしこうのほうであらねばならない、ラテン語: Salus populi suprema lex esto）は、キケロの『法律について』3巻3章8に書かれた、『国家について』で考えた理想国家に合わせてキケロが作った法律案の内容の一部。日本語では、「国民の安全が最高の法律でなければならない」、英語では、"The health (welfare, good, salvation, felicity) of the people should be the supreme law", "Let the good (or safety) of the people be the supreme (or highest) law"などと訳される。
「・・・国民ノ安寧ガ、彼ラニトッテ、イワバ至高ノ掟トナル」
・・・以上が法律案だ。これが民会なら、「退って投票札の交付を待つように」というところだ。—キケロ、『法律について』3.3.8、12（中村善也訳）

## 使用例
この語句は、ラテン語のまま、アメリカ合衆国ミズーリ州の州のモットーとなっている。また、多くの紋章にも用いられ、ときには少し文言を変え、Salus populi suprema lex、Salus populi suprema est などとして使われることもある。そうした紋章の例としては、シティ・オブ・サルフォード、ルイシャム・ロンドン特別区、イーストレイ、ハーロウ・ロンドン自治区、ライサム・セント・アンズ、ティプトン、ミッド・サセックス、ウェスト・ランカシャー、スウィントン・アンド・ペンドルベリー自治区、アームストン、ウィレンホール、アメリカ合衆国バージニア州マナサスパーク、デュケイン大学法律学校などがある。
ジョン・ロックは、「Salus populi suprema lex」という形で、著書『統治二論』のエピグラフとして用い、これを統治の基本原則とした。清教徒革命におけるイングランド内戦の際には円頂党で平等派のウィリアム・レインズボロウは、コルネットにこの語句を刻んでいた。このモットーは、ホッブズも『リヴァイアサン』30章の冒頭で言及しており、スピノザも『神学・政治論』の19章で論じている。遅くとも1737年には、「Salus populi est suprema lex」（「民の安寧が至高の法である」と断定する直説法の文）という形で言及され始め、この形でしばしば引用されるようになった。
このモットーは、アイルランドの医学雑誌『Medical Press and Circular』の発行人欄にも掲げられている。
2020年にボリス・ジョンソン首相がこの語句をモットーとして掲げた。